# Horacio Attadía
Horacio Alberto Attadía (Las Flores, Buenos Aires, 17 de julio de 1959) es un exfutbolista argentino que jugaba como volante.

## Trayectoria

### Lanús
Attadía debutó con la camiseta de Lanús en 1978, en un mal momento de la institución. En 1981 se coronó campeón de la C Metropolitana y obtuvo el ascenso a la B Metropolitana. Jugó en el granate hasta 1984 y llegó a disputar más de 200 partidos con el club.

### Racing
En 1985 pasó a Racing. Con la academia obtuvo el segundo ascenso a Primera División, en su primera temporada. Jugó en Racing hasta 1987.

### Argentino de Mendoza
En 1986 tuvo un breve paso por Argentino de Mendoza.

### Deportivo Mandiyú
En 1987 se sumó a Deportivo Mandiyú. En su primera temporada con el equipo correntino se coronó campeón de la B Nacional y logró el histórico ascenso a Primera División. Jugó en el equipo de Corrientes hasta 1991.

### Atlético Tucumán
De cara a la temporada 1991/92 se mudó a San Miguel de Tucumán, para vestir la camiseta de Atlético Tucumán. En el decano disputó una temporada.

### Blooming
Tuvo su primera experiencia en el extranjero, cuando se mudó a Bolivia y se sumó a Blooming.

### Jorge Wilstermann
Luego de su paso por el club de Santa Cruz de la Sierra, se unió a Jorge Wilstermann.

### Brown de Adrogué
En 1995 volvió a Argentina para jugar en Brown de Adrogué. En 1996 se retiró del fútbol.

## Clubes
| Club                 | País      |
| -------------------- | --------- |
| Lanús                | Argentina |
| Racing               | Argentina |
| Argentino de Mendoza | Argentina |
| Deportivo Mandiyú    | Argentina |
| Atlético Tucumán     | Argentina |
| Blooming             | Bolivia   |
| Jorge Wilstermann    | Bolivia   |
| Brown de Adrogué     | Argentina |

## Palmarés
| Título          | Equipo            | País      | Año     |
| --------------- | ----------------- | --------- | ------- |
| C Metropolitana | Lanús             | Argentina | 1981    |
| B Nacional      | Deportivo Mandiyú | Argentina | 1987/88 |